# Ed Alleyne-Johnson

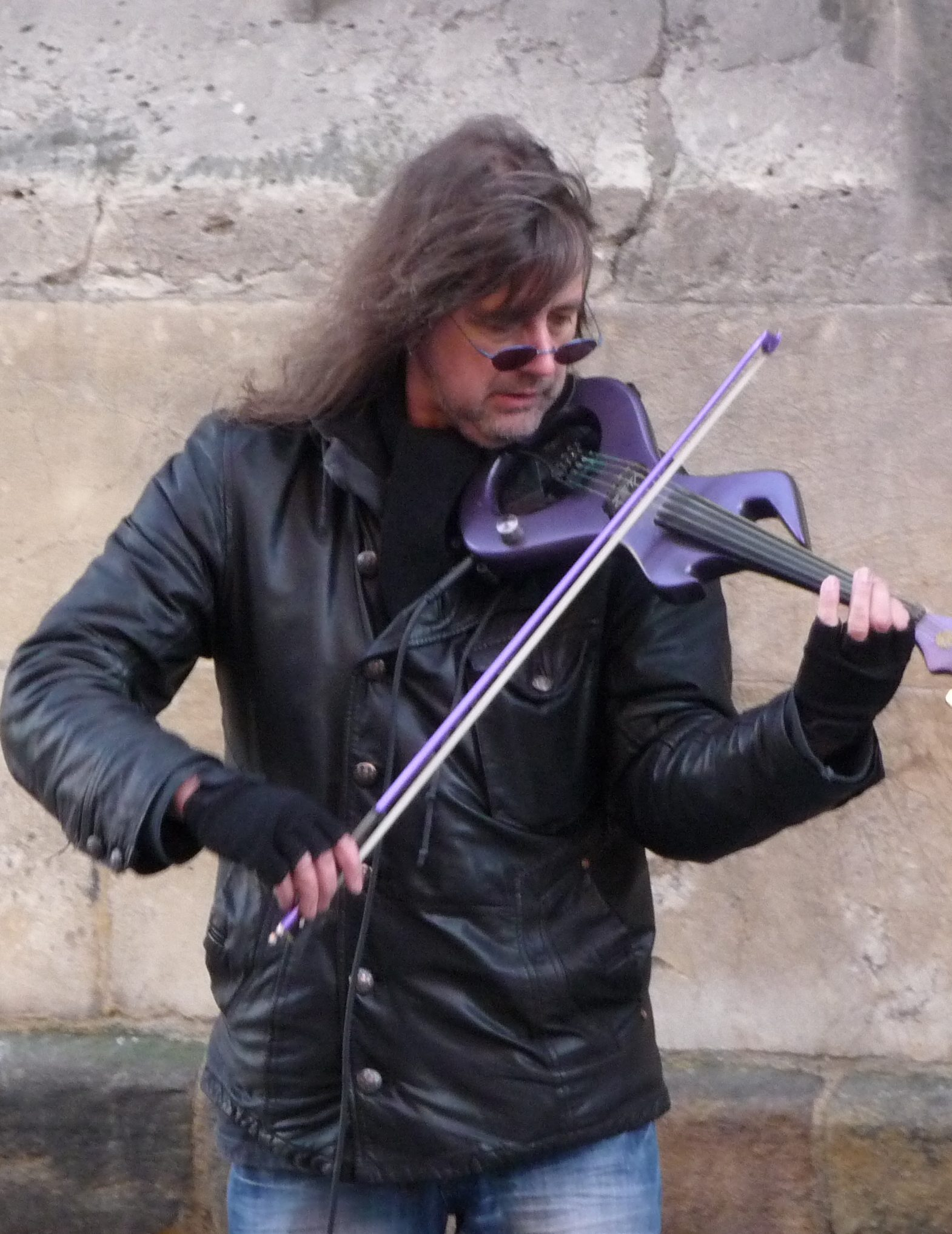
Ed Alleyne-Johnson (2009)

Ed Alleyne-Johnson (* 1959 in Liverpool) ist ein britischer E-Violinist und Straßenmusiker.

## Leben
Ed Alleyne-Johnson arbeitet als Straßenmusiker seit seinen Universitätsjahren als Kunststudent der Universität Oxford in den frühen 1980er Jahren. Er trat als Straßenmusiker in ganz Europa und Nordamerika auf. 1989 engagierte ihn die britische Band New Model Army für die Aufnahmen zu ihrem Album Thunder and Consolation. Der bekannteste Song des Albums war Vagabonds, der geprägt wurde durch Alleyne-Johnsons einleitendes Violin-Solo. Danach war er fünf Jahre mit der Band auf Tour. Heute ist er in England wieder als Straßenmusiker tätig und vor allem in den Städten Chester und York zu sehen.